# Illa de Rainer
L'illa de Rainer (en rus: Остров Райнера; Ostrov Raynyera) és una illa de la Terra de Francesc Josep, Rússia, dins el subgrup de la Terra de Zichy. Es troba a l'est de l'illa de Karl-Alexander, de la qual la separa un estret canal de tan sols 2,5 km d'amplada.

## Geografia
L'illa Rainer té una forma rodona, amb un diàmetre de 14 km. La seva superfície és de 140 km² i està pràcticament tota coberta de gel. El seu punt més alt es troba a 284 msnm i és el cim de capa de gel Kupol Vostok Vtoroy que cobreix la part central de l'illa.

## Història
L'illa va ser descoberta el 5 d'abril de 1874 per Julius von Payer i Karl Weyprecht, membres de l'expedició austrohongaresa al Pol Nord, i fou batejada en honor al noble Rainer Joseph Johann Michael Franz Hieronymus, arxiduc d'Àustria, també conegut com l'arxiduc Rainer d'Àustria, un dels aristòcrates que va ajudar a finançar l'empresa privada. Evelyn Briggs Baldwin i Walter Wellman hi van estar el 1899.